# Katastrofa kolejowa w Gułtowach
Katastrofa kolejowa w Gułtowach – wykolejenie pociągu na stacji kolejowej w Gułtowach, do którego doszło 1 lipca 1936 roku.

## Historia
1 lipca 1936 roku na trasie Warszawa – Poznań na stacji kolejowej w Gułtowach, położonej między Kostrzynem a Wrześnią, lokomotywa składu wyskoczyła z torów, przewróciła się i ugrzęzła w ziemi. Trzy pierwsze wagony uległy rozbiciu, a przód czwartego, restauracyjnego, uszkodził się.
Spośród jadących pociągiem kurierskim najpoważniejsze skutki dotknęły członków obsługi: maszynista Fr. Morski z parowozowni Kutno poniósł śmierć na miejscu, a palacz Wincenty Górecki z Warszawy zmarł wkrótce w wyniku odniesionych obrażeń. Kilkudziesięciu pasażerów zostało poważnie rannych, aczkolwiek ich stan był zadowalający. Obrażenia odniosła Jadwiga Sosnkowska z najmłodszym synem (Piotr, ur. 1934). Wśród ranny byli też dr Schramm, lekarz powiatowy z Wrześni oraz teść generała Edmunda Knoll-Kownackiego.
Pierwsze, nieoficjalne doniesienia mówiły, że przyczyną katastrofy było puszczenie pociągu na boczny tor. Przypuszczano, że maszynista mógł nie wiedzieć (lub zapomniał) o zmianie rozkładu jazdy, według którego miał przepuścić jadący od strony Poznania pociąg „Lux” relacji Paryż – Warszawa. Gdy pociąg został skierowany na bocznicę, jego pęd był tak duży, że doszło do wykolejenia. Na początku ustalono, że prędkość pociągu była nadmierna i wynosiła około 80 km/h.
Dalsze czynności zmierzające do wyjaśnienia przyczyn wypadku podjęły władze kolejowe dyrekcji poznańskiej i specjalna komisja śledcza z ramienia Ministerstwa Komunikacji. Drugie z tych gremiów miało ustalić, kto ponosi winę niepoinformowania personelu kolejowego o zmianie rozkładu jazdy z dniem 1 lipca, spowodowanej nową trasą międzynarodowego ekspresu Paryż – Warszawa – Moskwa.